# Él me engañó
«Él Me Engañó» es una canción que forma parte del segundo álbum de estudio 24 Kilates (1993) de la cantante mexicana de Paulina Rubio. Su lanzamiento como segundo sencillo del álbum se realizó a principios en febrero de 1994 bajo el sello discográfico EMI Capitol y tuvo buena recepción por parte de la audiencia en México, colocándose dentro del top ten de las listas musicales. 

## Video musical
El video musical de «Él Me Engañó» fue dirigido por el cineasta mexicano Daniel Grenuer, con quien Paulina Rubio trabajó por primera vez. El set de filmación fue en una iglesia de la Ciudad de México y en un centro de filmación. El vídeo es considerado como el mejor realizado por la cantante en los años de 1990.
El video comienza con imágenes de Paulina Rubio cubierta totalmente de pintura dorada, luego se ve a la intérprete vestida de novia esperando a su prometido en una iglesia, feliz por el día de su boda. En el transcurso del vídeo pasan algunos relojes, haciendo referencia a que la espera por su futuro esposo ha sido demasiada. Después de esperar Paulina luce angustia, mientras que los invitados quedan totalmente desconcertados. 
Casi al finalizar el clip la cantante entra corriendo a la iglesia y sube su mirada hacia arriba y comienza a imaginarse a ella con su comprometido en una cama.

## Formatos
| CD sencillo México |                                |          |  |
| N.º                | Título                         | Duración |  |
| 1.                 | «Él Me Engañó» (Álbum Versión) | 04:09    |  |
| 2.                 | «Nieva, Nieva» (Álbum Versión) | 03:31    |  |

## Posicionamiento

### Semanales
| Listas          | Máxima posición |
| --------------- | --------------- |
| Top 100 Singles | 4               |

### Anuales
| Listas          | Máxima posición |
| --------------- | --------------- |
| Top 100 Singles | 22              |